# Крюково (Липецкая область)
Крю́ково — деревня Задонского района Липецкой области России. Входит в состав Каменского сельсовета.

## География
Деревня расположена на Среднерусской возвышенности, в южной части региона, в центральной части Задонского района. Общая площадь земель деревни — 0,119 тыс. га
Имеет 5 улиц: Клубная, Мира, Свободы, Сухарево и Тополиная.

## Население
| 2010 |
| ---- |
| 297  |

## Инфраструктура
Личное подсобное хозяйство.
Дальнейшее развитие жилой и общественной застройки предлагается в северо-западном и восточном направлении вдоль автодороги регионального значения — отвод
сельскохозяйственных земель под застройку жилья — около 8,5 га, общественно-деловой застройки — около 0,8 га.

## Транспорт
Остановка общественного транспорта «Крюково».
Общая протяженность улично-дорожной сети в существующих границах деревни — 6,44 км.